# ازدواج همجنس در بریتانیا

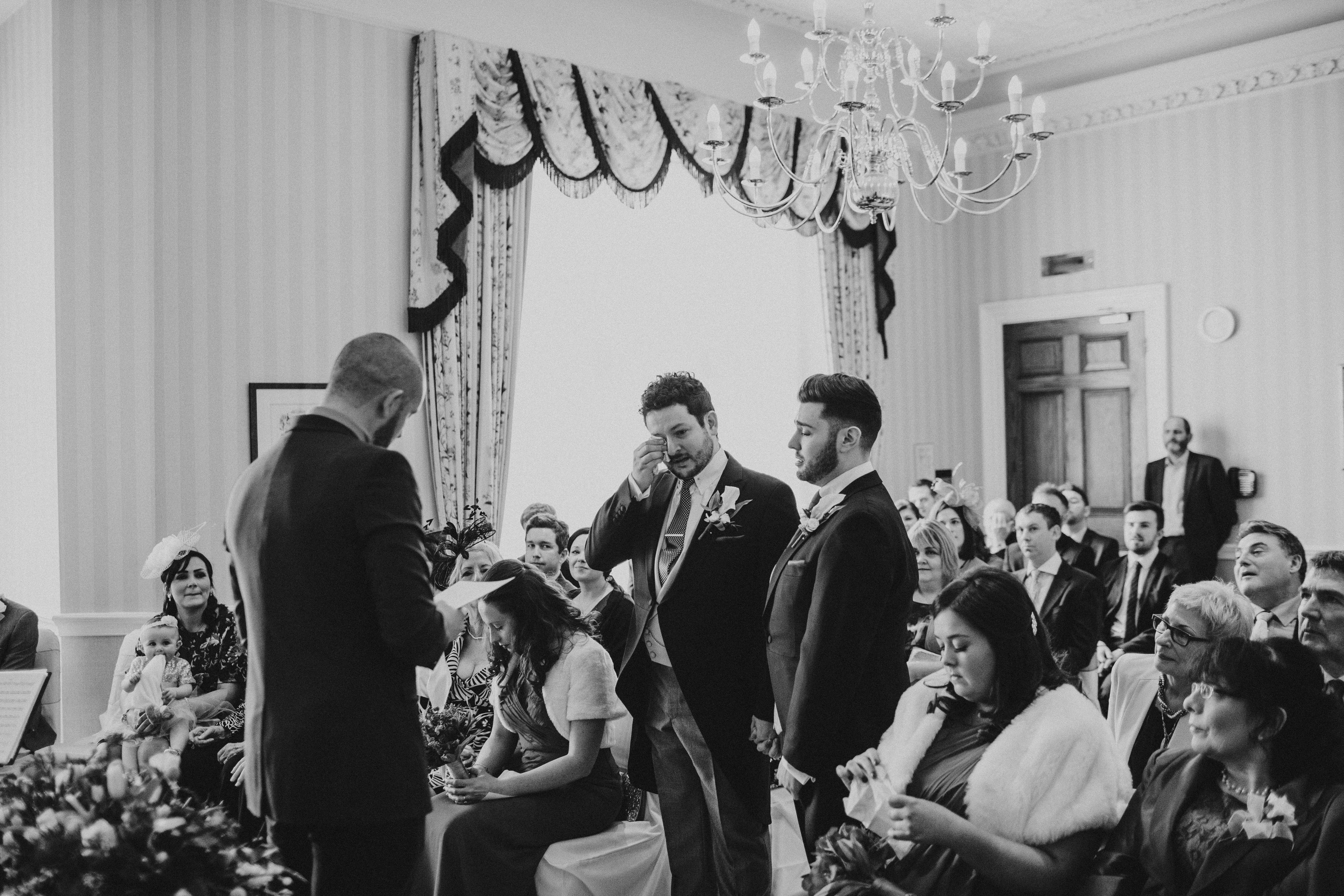
ازدواج همجنس‌ها

ازدواج همجنس در پادشاهی متحد قانونی است. اگرچه در میان نهادهای قضاوتی در بریتانیا دربارهٔ قانون‌های مربوط به ازدواج تفاوت وجود دارد، اما تعدادی از قانون‌ها از جمله قانون سال ۱۹۷۳ دربارهٔ ازدواج به گونه مشخص مانع از ازدواج میان دو هم‌جنس می‌شوند. از سال ۲۰۰۵ به این سو، زوج‌های هم‌جنس اجازه یافته‌اند تا وارد اتحاد مدنی شوند، اتحادی که شامل حق و حقوق قانونی ازدواج می‌شود ولی به صورت قانونی ازدواج نامیده نمی‌شود. در سال ۲۰۰۶، دادگاه عالی بریتانیا درخواست یک زوج لزبین انگلیسی که در کانادا ازدواج کرده بودند را برای به رسمیت شناختن ازدواجشان در بریتانیا را رد کرد.
در طی رقابت‌های درون‌حزبی برای رهبری حزب کارگر در سال ۲۰۱۰، همه نامزدها اعلام کردند که موافق ازدواج همجنس هستند. لیبرال دموکرات‌ها که در آن هنگام بخشی از ائتلاف بودند به صورت عمومی پشتیبانی خود را از جنبشی به نام «عدالت در ازدواج در پادشاهی متحد» در کنفرانسی در لیورپول اعلام کردند. در پی این حرکت، بحث‌ها در کشور در زمینه دادن هر دو حق ازدواج مدنی و دینی در سال ۲۰۱۱ در انگلستان بالا گرفتند. در پی آن، لایح‌های پیشنهادی برای انگلستان و ویلز در سال ۲۰۱۲ آماده شد که بر طبق آن به زوج‌های هم‌جنس حق ازدواج مدنی و دینی داده می‌شود، ولی نهادهای دینی را به انجام چنین ازدواج‌هایی وادار نمی‌کند.
«لایحه ازدواج (زوج‌های هم‌جنس)» برای انگلستان و ولز نخستین بررسی خود در پارلمان بریتانیا را در ۲۴ ژانویه ۲۰۱۳ داشت. در روز ۵ فوریه ۲۰۱۳، مجلس مردم لایحه را به بحث گذاشت و سپس در دومین بررسی آن را با ۴۰۰ رای موافق در برابر ۱۷۵ مخالف به تصویب رساند. اولین ازدواج‌ها در ۲۹ مارس ۲۰۱۴ انجام شد.
قانون اجازه ازدواج همجنس، در اسکاتلند در فوریه ۲۰۱۴ توسط پارلمان اسکاتلند تصویب شد و از ۱۶ دسامبر ۲۰۱۴ اجرایی شد. اولین مراسم‌ها در ۱۶ دسامبر همان سال برگزار شد.
قانون اجازه ازدواج همجنس، در ایرلند شمالی در ژوئیه ۲۰۱۹ توسط پارلمان انگلستان تصویب شد و از ۱۳ ژانویه ۲۰۲۰ به اجرا درآمد.اولین مراسم ازدواج همجنس در ۱۱ فوریه ۲۰۲۰ برگزار شد.